# Тируччираппалли
Тируччираппалли (там. தி௫ச்சிராப்பள்ளி, IAST: Tiruccirāppaḷḷi) — город в южноиндийском штате Тамилнад. Административный центр округа Тируччираппалли. Город образует четвёртую по величине городскую агломерацию штата Тамилнад. Расположенный в 332 км к югу от Ченнаи и 379 км к северу от Канькумари, Тируччираппалли находится практически в географическом центре штата. Площадь территории — 167,23 км², численность населения (2011) — 916 674 человека.
Письменная история города начинается с III века до н. э., когда город входил в состав государства Чола. Город также входил в состав государств Пандья, Паллавов, Виджаянагарской империи, государства Наяков, Карнатака и Британской империи.
Город — важный образовательный центр Тамилнада: здесь расположены отделения Университет Анны, Индийский институт менеджмента (IIM), Национального института технологий (NIT). За рубежом Тируччираппалли известен благодаря бренду местных сигар черут, которые экспортируются в Соединённое Королевство, начиная с XIX века.
Одна из основных достопримечательностей Тричи — посвящённый Ганеше храм Уччхипиллаяр, расположенный на высоком скалистом массиве, круто обрывающимся к старой части города.
К Тричи прилегает городок Шрирангам, расположенный на двух островах посреди реки Кавери. Там находится посвящённый Вишну храм Ранганатхасвами — самый большой в мире действующий индуистский храм и важное место паломничества для вайшнавов. Уроженцем Тируччираппалли был известный учёный-физик, лауреат Нобелевской премии Чандрасекхара Венката Раман. В доме, где он жил, сейчас находится музей.

## История

### Древний и средневековый период
Тируччираппалли — один из древнейших населённых пунктов Тамил-Наду. Первые поселения на территории современного города возникли во 2-м тысячелетии до н. э. Ураюр, столица государства Раннее Чола, просуществовавшего более 600 лет с III века до н. э., — пригород современного Тируччираппалли. Город упомянут под названием Ортхоура Птолемеем в его знаменитой «Географии». Древнейшая сохранившаяся и поныне дамба на реке Кавери, расположенная примерно в 18 км от Ураюра, была построена царём Карикалой Чола во II веке н. э.
Средневековый период истории Тируччираппалли начинается правлением Махендравармана I, который управлял Южной Индией в VI веке н. э. В VIII веке, вслед за падением государства Паллавов, город был завоёван средневековым государством Чола, которое управляло этими местами вплоть до XIII века.

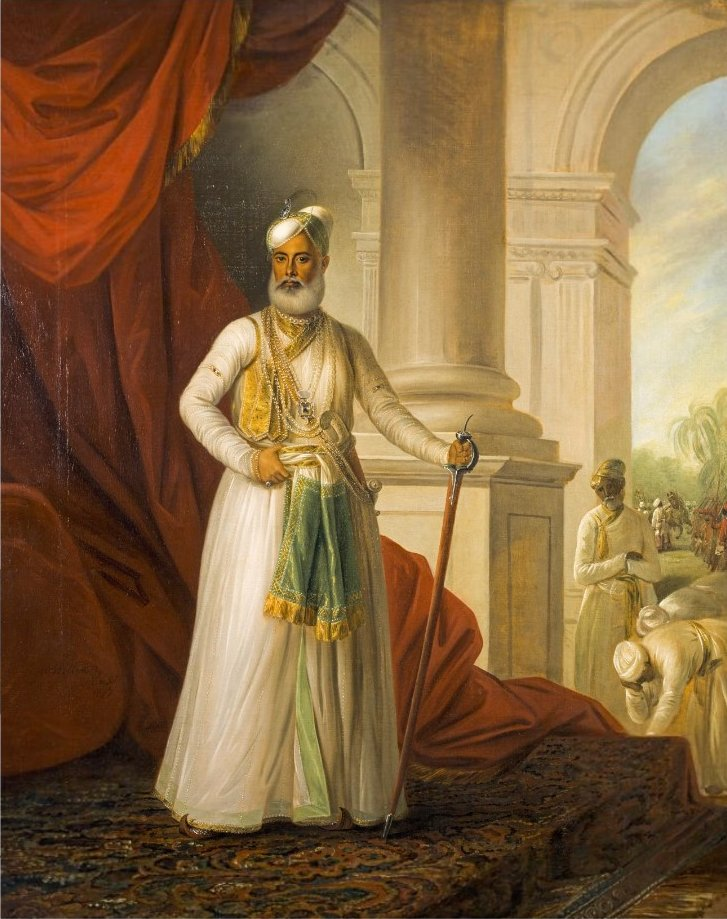
Мухаммед Али Хан Валладжах

После упадка государства Чола Тируччираппалли в 1216 году перешёл под контроль государства Пандья. Государство Пандья пало в 1311 году под ударами Малик Кафура, командующего войсками Аллаудина Хильджи. В этот период из храма Срирангам была вынесена скульптура индуистского бога Ранганатха, возвращённая на место лишь спустя 50 лет. С 1311 по 1378 год Тируччираппалли управлялся Делийским и Мадурайскими султанатами. В 1371 году Тируччираппалли был захвачен виджаянагарским принцем Кумара Кампаной. Регион находился по контролем Виджанаягарской империи с 1378 года до 1530-х годов и играл важную роль в возрождении индуизма. В этой время были восстановлены храмы и памятники, разрушенные мусульманскими завоевателями. После падения Виджанаягарской империи область перешла под контроль государства Наяков Мадурая. Расцвет города пришёлся на правление Вишванатха Наяка (1529—1564), при котором началось строительство крепости Теппаккулам и стен вокруг храма Срирангам. Его преемник Кумара Кришнаппа Наяка сделал Тируччираппалли столицей своего государства. Тируччираппалли являлся столицей государства Наяков Мадурая с 1616 по 1634 год и с 1665 по 1736 год.
В 1736 году последняя правительница династии Наяков Мадурая, Минакши, совершила самоубийство, и город был завоёван Чанда Сахибом. Он управлял государством с 1736 по 1741 годы, когда был захвачен в плен войсками конфедерации Маратха. С 1741 по 1743 годы Тируччираппалли управлялся маратхским военачальником Мурари Рао. который был подкуплен низамом Хайдарабада. Чанда Сахиб оставался в плену 8 лет, пока не совершил побег. Чанда Сахиб был разбит навабом Карнатика, Мухаммедом Али Валладжахом, в битве при Амбуре (1749). Во время второй карнатикской войны город был осаждён Чанда Сахибом (1751—1752). Чанда Сахиб получил поддержку Французской Ост-Индской компании, Мухаммед Али Валладжах — Британской Ост-Индской компании. Победа осталась за Валладжахом и британцами. В 1753, 1780 и 1793 годах Тируччираппалли подвергался нападениям, но все нападения были отражены войсками британской Ост-Индской компании.

### Британское правление

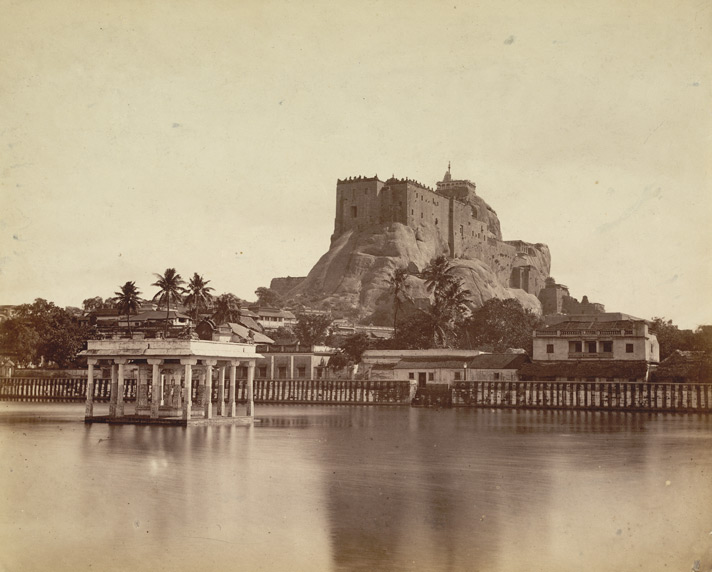
Тепаккулам и Рокфорт в 1860 году

В июле 1801 года Карнатик был аннексирован британцами. Тричинополи был включён в состав Мадрасского президентства. В том же году был сформирован округ Тричинополи.
По итогам переписи населения Индии 1871 года Тируччираппалли оказался вторым по величине городом Мадрасского президентства с населением 76 530 человек. Тируччираппалли получил известность в Британской Индии благодаря сигарам «черут», производившимся в городе. В 1874 году город стал первой штаб-квартирой Южно-Индийской железной дороги.

### Современный период

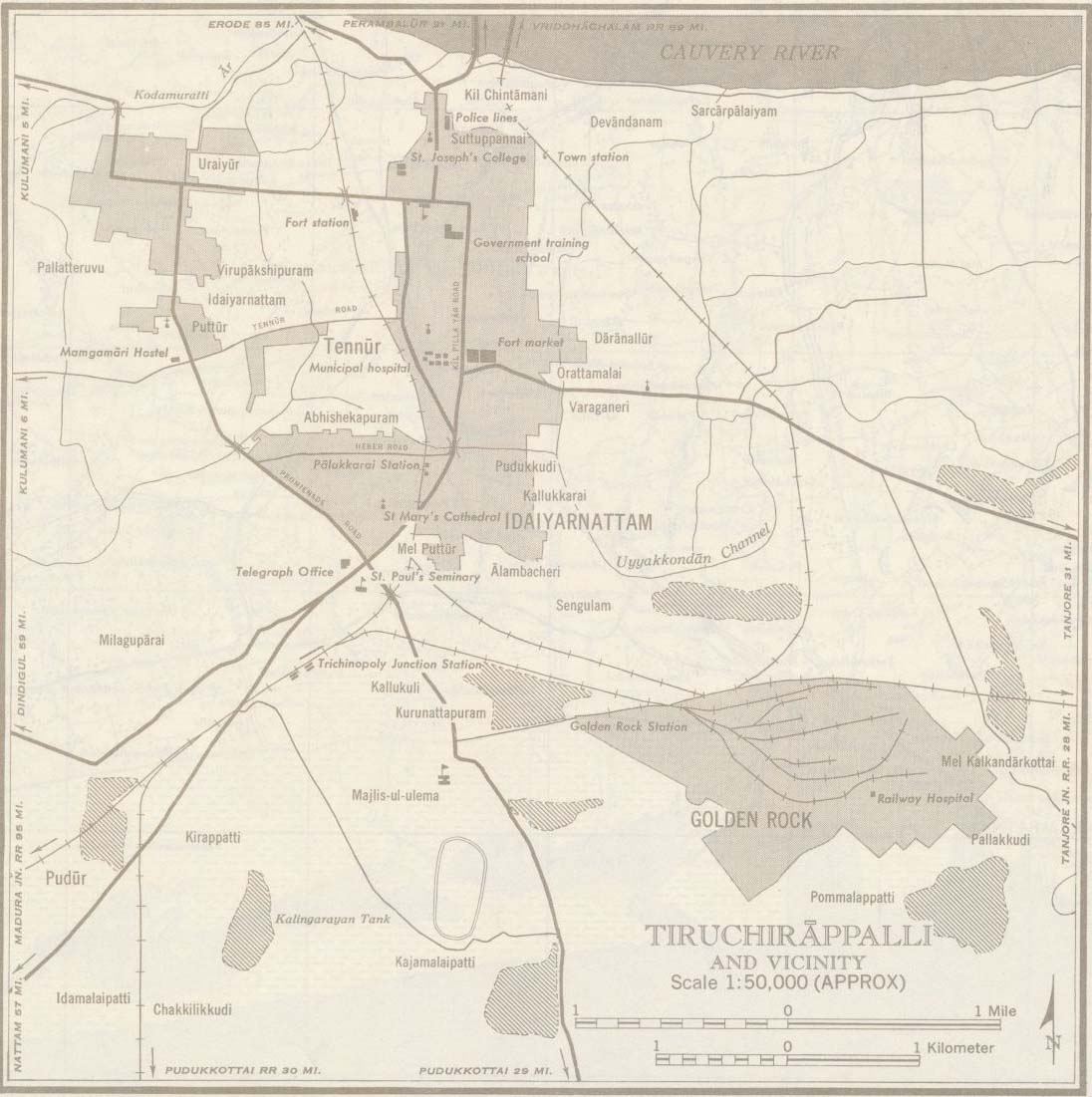
Карта Тируччираппалли. 1955 год

Тируччираппалли являлся одним из центром национально-освободительного движения. В 1928 году здесь произошла забастовка работников Южно-Индийской железной дороги. Город был базой Ведаранямского соляного марша 1930 года. Тируччираппали был центром движения против хинди (1937—40). Позднее в 1965 году Тируччираппали стал местом проведения конференции штата Мадрас против хинди. Тируччираппалли активно рос, однако после обретения независимости в 1947 году уступил в темпах роста таким городам как Салем и Коимбатур.

## Физико-географическая характеристика

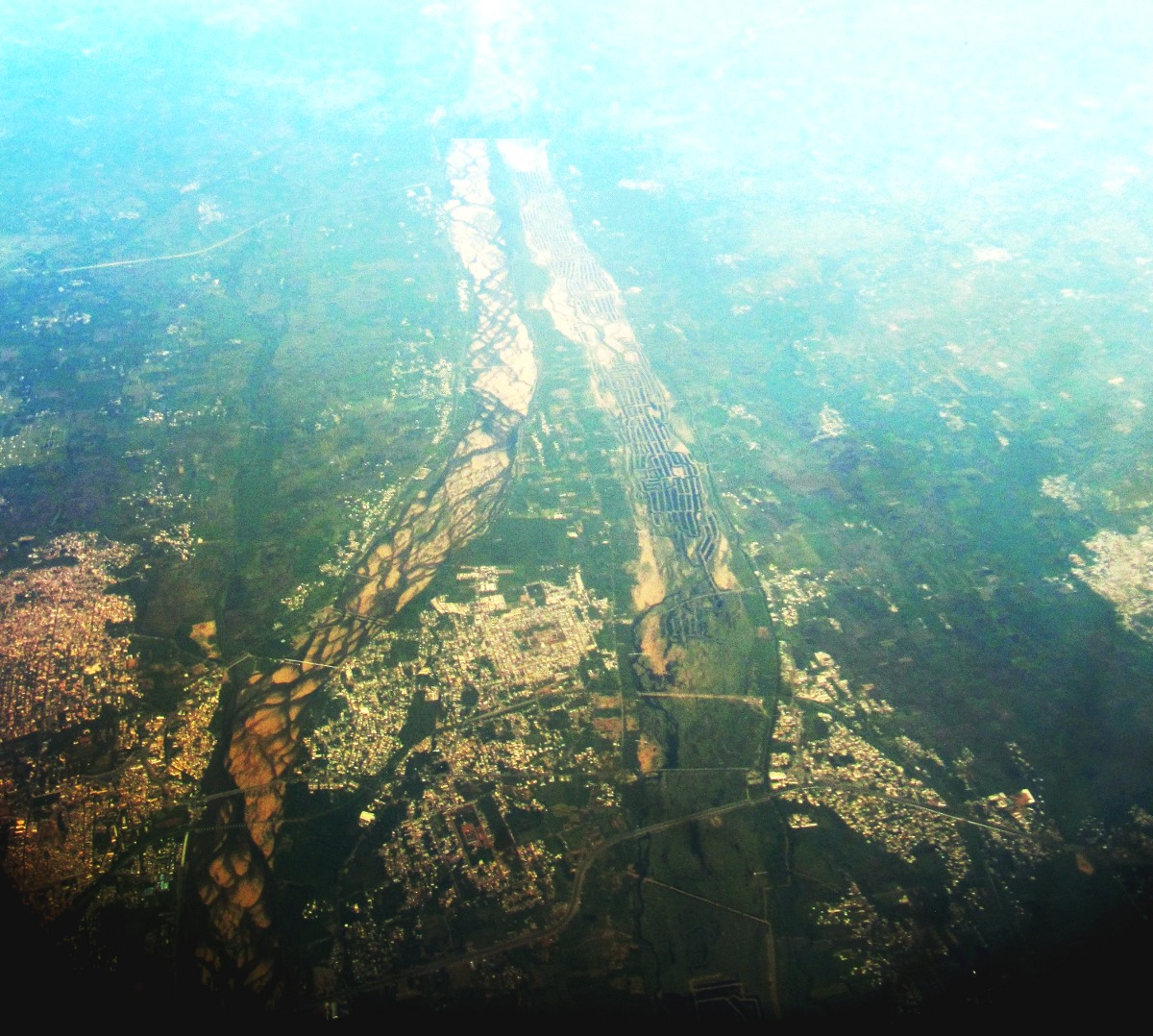
Вид с воздуха острова Шрирангам

Тируччираппалли расположен в центральности юго-восточной Индии, практически в географическом центре штата Тамилнад. В 16 км к западу от города начинается дельта реки Кавери, где река, разделяясь на два протока — собственно Кавери и Коллидам, образует остров Шрирангам. Город расположен (расстояние по автодорогам) в 912 км к югу от Хайдарабада, в 322 км к юго-западу от Ченнаи и в 341 км к юго-востоку от Бангалора. Рельеф местности практически плоский, средняя высота над уровнем моря 88 м. Несколько изолированных холмов возвышаются над местностью. Самый высокий из них — Рокфорт. Его возраст оценивается в 3800 миллионов лет.
Главными реками, дренирующими территорию города, являются река Кавери и её протока Коллидам. Почвы, прилегающие к реке Кавери, которая пересекает Тируччираппалли с запада на восток, плодородный аллювиальные. На них выращиваются дагусса и маис. К югу от реки преобладают бедные чёрные почвы. Город расположен в зоне, подверженной незначительной сейсмической активности.

### Структура города

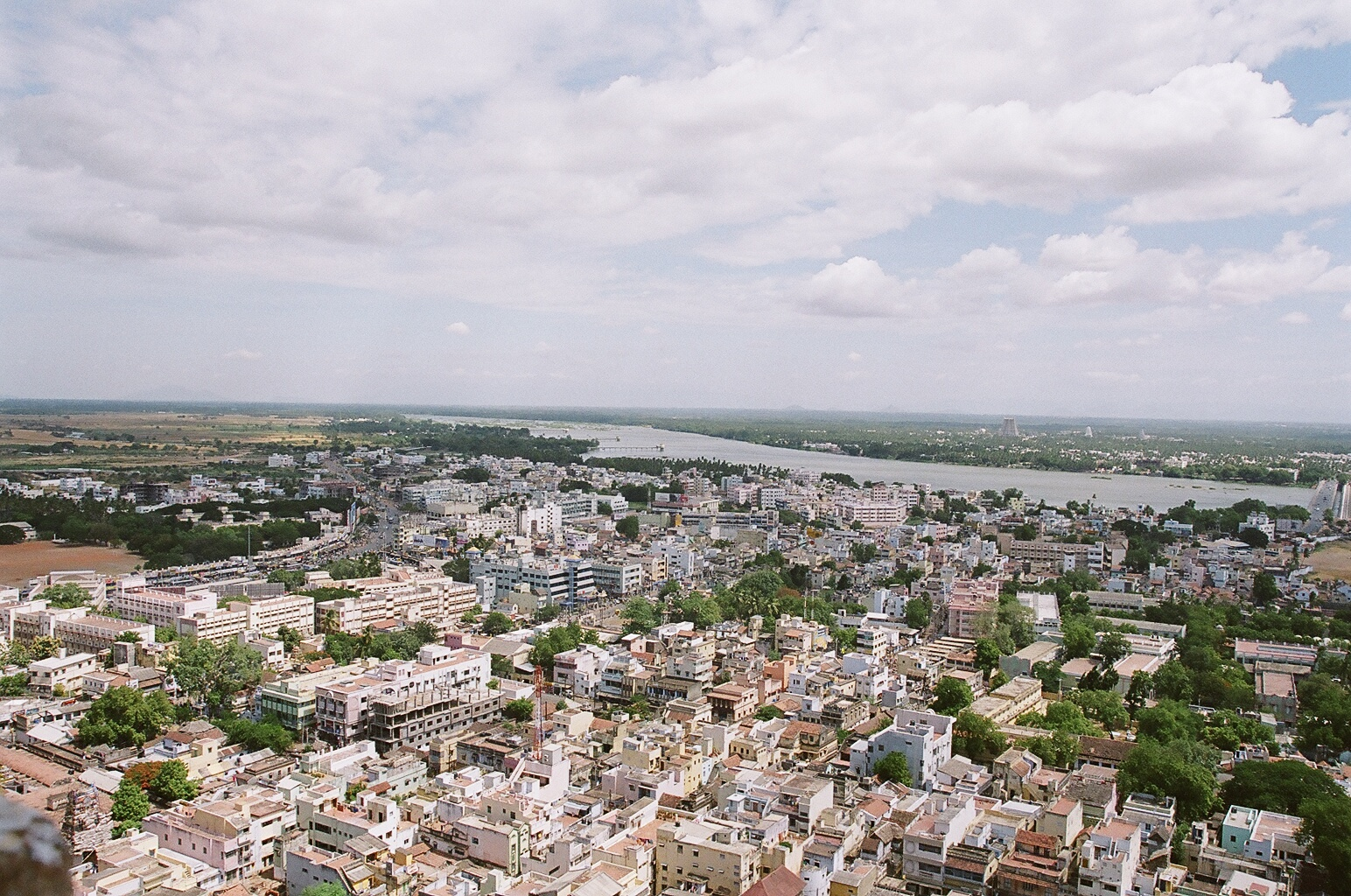
Город и река Кавери

Площадь города — 167,23 км². Тируччираппалли расположен между холмами Шеварой на севере и Пални на юге и юго-западе. Город полностью окружён сельскохозяйственными полями. Густонаселённые промышленные и жилые районы расположены в северной части города, также новые спальные районы расположены в южной части города. Старая часть города, в пределах Рокфорта построена без плана и перенаселена. Многие старые здания в пределах Шривангама, построены согласно канонам Шилпа-шастры, канонического текста индуистской храмовой архитектуры

### Климат
Климат города — тропический климат саванн. Тируччираппалли не испытывает значительных перепадов температур между летом и зимой. Для города характерны высокие температуры воздуха и низкая влажность. Со среднегодовой температурой в 28,9 °C и среднемесячной температурой, колеблющейся от 25 °C до 32 °C, Тируччираппалли является одним из самых жарких городов штата. С апреля по июнь отмечаются наиболее высокие температуры атмосферного воздуха, в городе отмечаются пыльные бури. Поскольку город расположен на плоскогорье Декан в безлесной местности, днём очень жарко и сухо, вечером намного прохладнее, благодаря прохладным ветрам с юго-востока. С июня по сентябрь температуры становятся умереннее, выпадают дожди. Наиболее интенсивные осадки выпадают с октября по ноябрь и связаны с северо-восточными муссонами. С декабря по февраль длится прохладная и влажная зима. Туманы и росы редки и отмечаются только в зимний сезон.
| Показатель                                         | Янв. | Фев. | Март | Апр. | Май  | Июнь | Июль | Авг. | Сен.  | Окт.  | Нояб. | Дек. | Год   |
| -------------------------------------------------- | ---- | ---- | ---- | ---- | ---- | ---- | ---- | ---- | ----- | ----- | ----- | ---- | ----- |
| Абсолютный максимум, °C                            | 35,6 | 40,0 | 42,2 | 42,8 | 43,3 | 43,9 | 41,1 | 40,6 | 40,6  | 38,9  | 36,7  | 35,6 | 43,9  |
| Средний суточный максимум, °C                      | 30,1 | 32,6 | 35,1 | 36,9 | 37,4 | 36,7 | 35,7 | 35,4 | 34,5  | 32,3  | 30,1  | 29,2 | 33,8  |
| Средний суточный минимум, °C                       | 20,3 | 20,9 | 23,0 | 25,8 | 26,4 | 26,5 | 25,9 | 25,5 | 24,7  | 23,9  | 22,7  | 21,2 | 23,9  |
| Абсолютный минимум, °C                             | 14,4 | 13,9 | 15,6 | 18,3 | 19,4 | 18,0 | 20,1 | 20,6 | 20,6  | 18,9  | 16,7  | 14,4 | 13,9  |
| Норма осадков, мм                                  | 14,3 | 5,4  | 9,5  | 50,5 | 65,2 | 34,9 | 60,5 | 85,5 | 146,6 | 191,5 | 131,8 | 84,4 | 880,2 |
| Источник: IMD http://www.webcitation.org/6GmnoaB0m |      |      |      |      |      |      |      |      |       |       |       |      |       |

## Население
Изменение численности населения (1901—2011)
Согласно данным переписи населения Индии 2011 года население Тируччираппалли составило 847 387 человек, из них 9,4 % — дети младше 6 лет. Соотношение полов — 975 мужчин к 1000 женщин. Тируччираппалли образует четвёртую в штате Тамилнад и 53-ю в Индии городскую агломерацию с населением 1 022 518 человек. Уровень грамотности 91,37 %. 228 518 человек (или 26,96 % населения города) проживают в трущобах.
Большинство населения города придерживается индуизма. 20 % населения составляют мусульмане. Также в городе имеется значительная христианская община и проживает незначительное число сикхов и джайнов.
Наиболее распространённым языком является тамильский язык, но также значительное число жителей города говорят на языках телугу, гуджарати, каннада, малаяламе и хинди. На языке саураштра говорят жители, чьи предки перебрались сюда из Гуджарат в XVI веке. В Тируччираппалли проживает значительное число англо-индийцев и тамильских беженцев из Шри-Ланки.

## Экономика

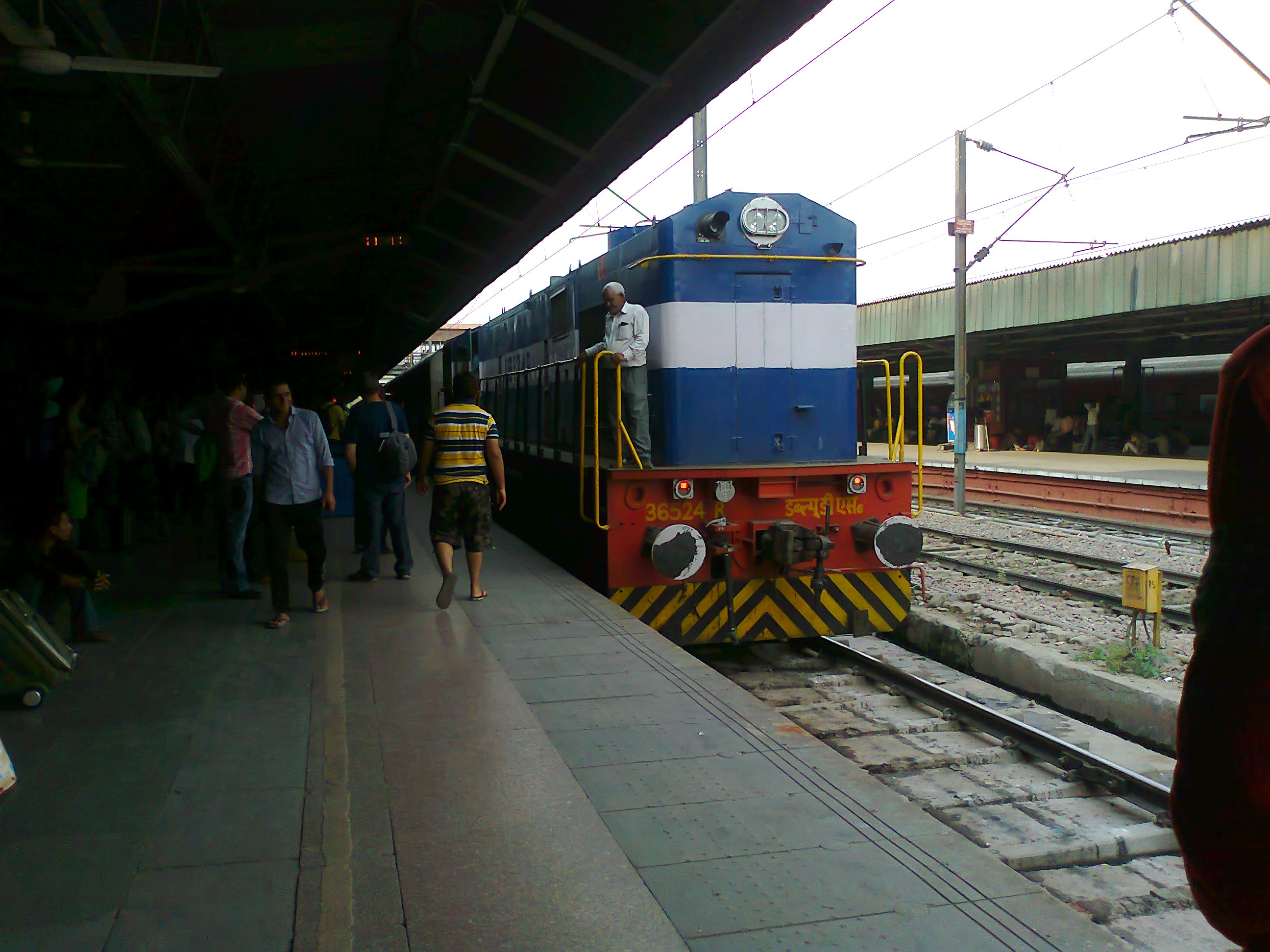
WDS6 — локомотив, произведённый Golden Rock Railway Workshop

Во времена британского правления Тируччираппалли был известен кожевенным производством, производством сигар и масел. Во времена расцвета в Тируччираппали производилось более 12 миллионов сигар в год. Выделанные шкуры и кожи поставлялись в Соединённое Королевство. В городе действует ряд оптовых и розничных рынков, наиболее известных из которых является рынок Ганди. Также весьма популярен цветочный базар в Шрирангаме and the mango market at Mambazha Salai. Пригород Тируччираппалли — Маначаналлур известен своими рисообрабатывающими предприятиями, на которых шлифуется рис сорта Понни.
Тируччираппалли является важным центром производства инженерного оборудования. Компания Golden Rock Railway Workshop, переехавшая в Тируччираппалли из Нагапаттинама в 1928 году, является одной из трёх основных предприятий по производству железнодорожного оборудования в Тамилнаду.
С 1965 года в Тируччираппалли действует принадлежащий компании Bharat Heavy Electricals Limited завод по производству котлов высокого давления, также в городе действуют связанные с этим производством металлургические и вспомогательные предприятия . По состоянию на 2011 года на этих предприятиях было занято около 10 000 человек. Предприятия компании Bharat Heavy Electricals Limited производят около 60 % стали Индии. Другими крупными предприятиями города являются Спиртоперегонный и химический завод Тричи, основанный в 1966 году, и сталепрокатный завод, основанный в 1961 году. Спиртоперегонный и химический завод Тричи производит очищенный спирт, ацетальдегид, уксусную кислоту, уксусный ангидрид и этилацетат.
С конца 1980-х в городе развивается производство искусственных драгоценных металлов. В 1990 года индийское правительство запустило программу по развитию производства циркония и обучению местных ремесленников новым технологиям производства и обработки камней. С середины 1990-х ежегодный доход местной ювелирной промышленности превышает 100 миллионов рупий. Однако озабоченность вызывает привлечение к обработке драгоценных камней детей и подростков в возрасте от 9 до 14 лет.
Также Тируччираппалли является важным центром разработки программного обеспечения. В городе создана особая экономическая зона.